# La Douleur du Pacha
La Douleur du Pacha est un tableau réalisé par le peintre français Jean-Léon Gérôme en 1885. Cette huile sur toile est conservée au Joslyn Art Museum, à Omaha, dans le Nebraska, aux États-Unis. Elle est entrée dans ses collections à la faveur d'un don en 1990.

## Description
Le tableau représente un homme assis en tailleur sur le tapis d'un riche palais d'Orient à côté d'un grand tigre mort sur lequel il veille. C'est la figuration du deuil d'un pacha ayant perdu son fauve.
L'animal est étendu au centre de la scène, sa tête reposant sur un tapis de fleurs et son corps encadré par deux imposants chandeliers et un brûleur d'encens.
La signature de l'artiste « JL GEROME » se trouve sur le pied du chandelier le plus à gauche.

## Inspirations
Gérôme aime à peindre des scènes orientalistes. Il a trouvé l'inspiration de ce sujet dans un poème de Victor Hugo du même nom que le tableau dans ses Orientales de 1829. L’auteur y décrivait le pacha, négligeant tout pour se livrer au deuil causé par la mort de son animal tant aimé.
« Qu’a-t-il donc ce pacha, que la guerre réclame,

Et qui, triste et rêveur, pleure comme une femme ?

Son tigre de Nubie est mort. »
Le décors doit rappeler l'orient mais l'artiste a copié la palais espagnol de l'Alhambra. Les chandeliers sont quant à eux l'un de style Ottoman et l'autre de style Iranien Safavide. La tenue du pacha est proche de celle de son portrait de Márkos Bótzaris.

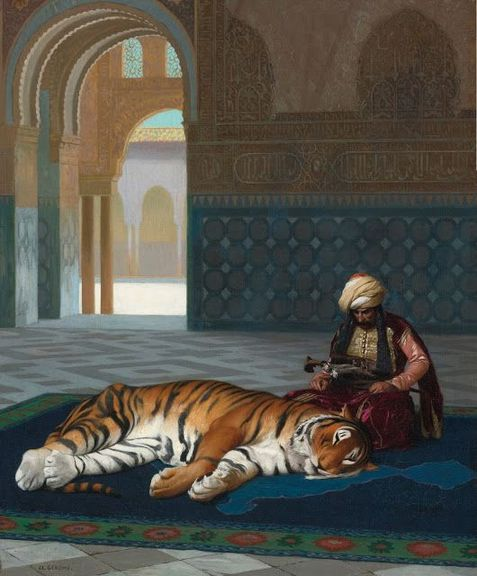
Le tigre mort.
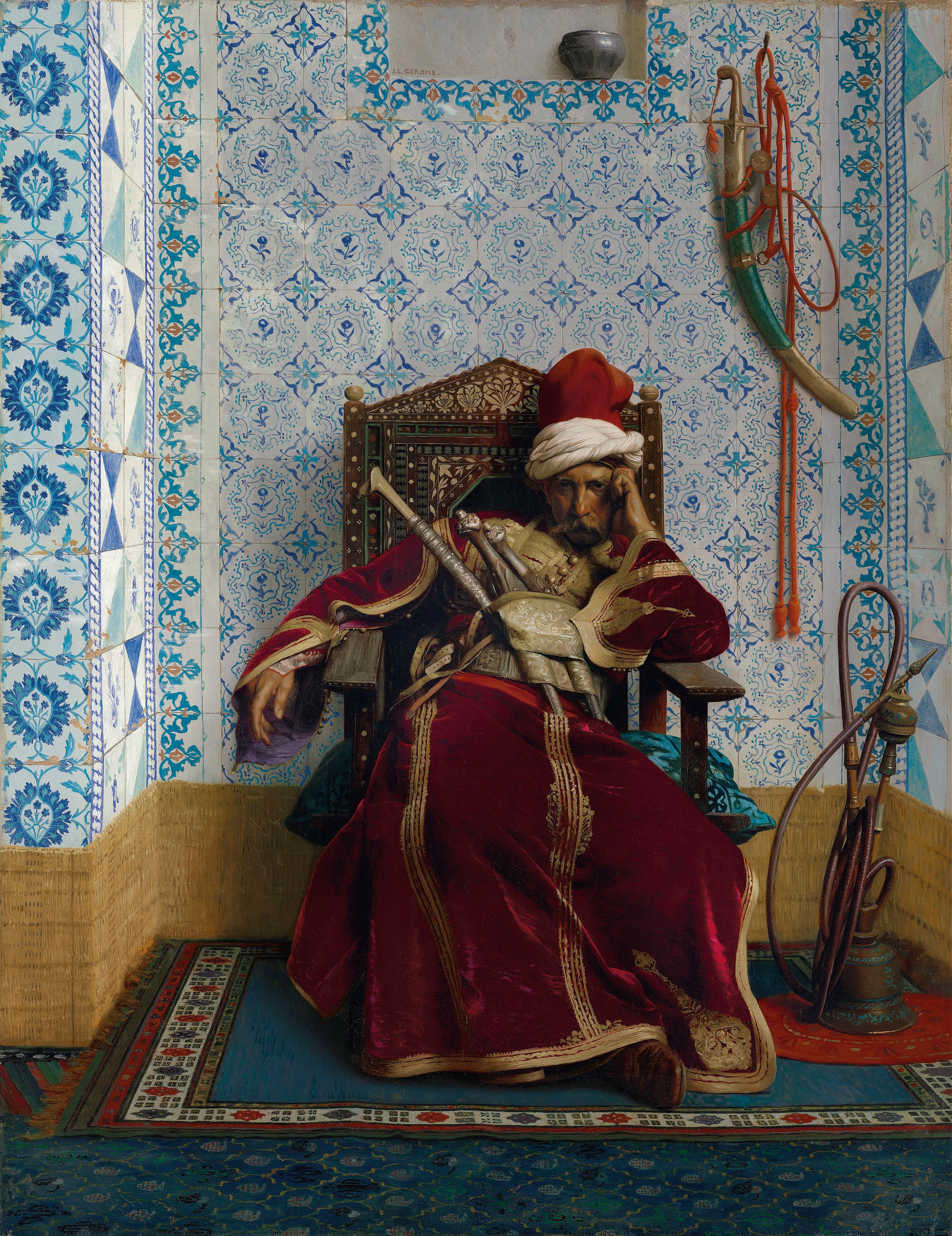
Tableu de 1874 représentant Márkos Bótzaris.
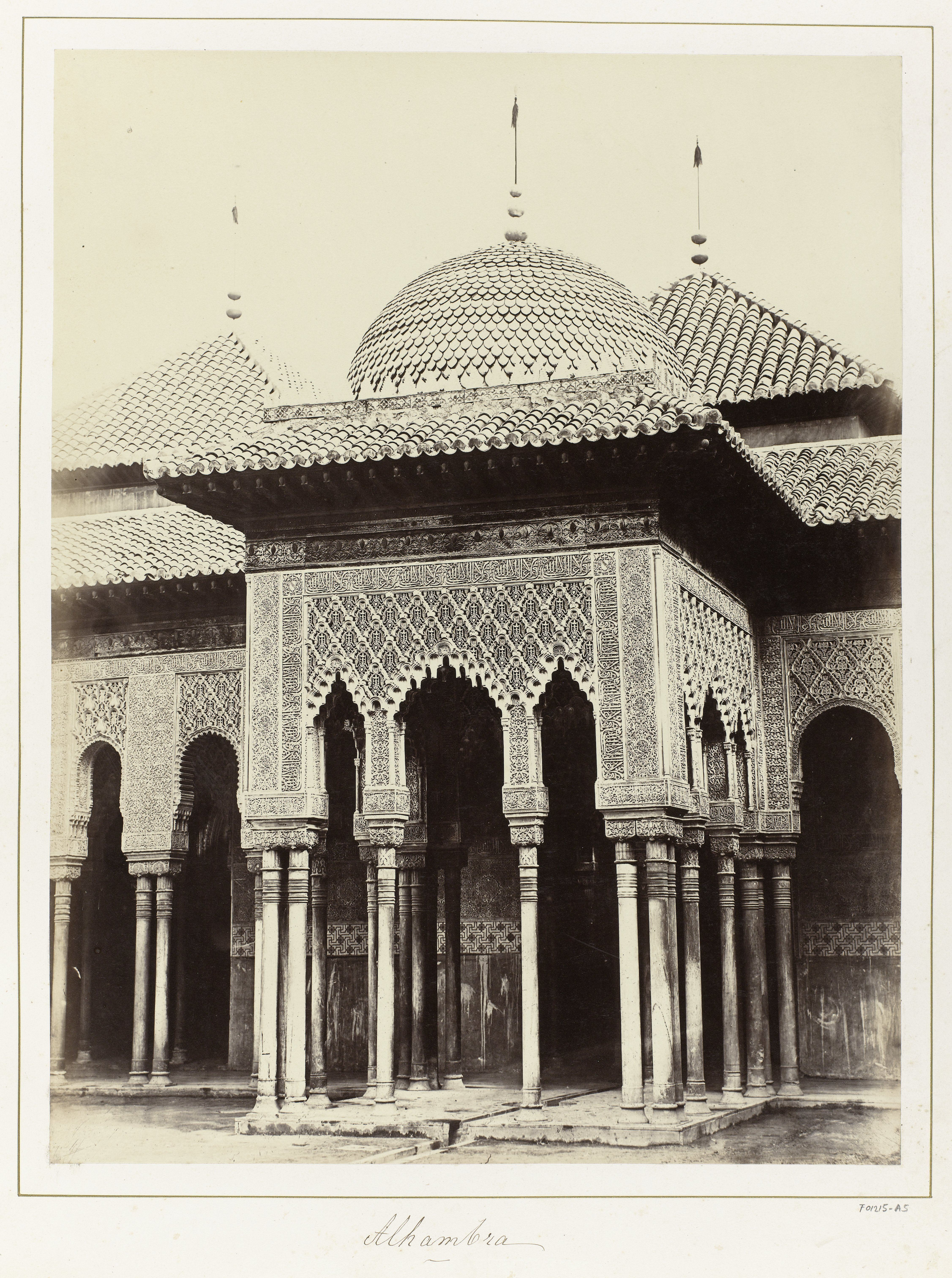
La cour des Lions de l'Alhambra.